# Muhammad ibn Yusuf al-Warraq
Muhammad ibn Yusuf al-Warraq (* 904 en Guadalajara; † 973 en Córdoba) fue un geógrafo e historiador hispanoárabe. Pasó muchos años en Kairuán y volvió a Córdoba durante el reinado de al-Hakam II.
Conocemos extractos de su obra geográfica El Libro de Rutas y Reinos sobre la topografía de África del Norte gracias al libro de Abu Abdullah al-Bakri, Kitâb al-Masâlik wa'l-Mamâlik (el Libro de Carreteras y de Reinos).